# 神奈川県道47号藤沢平塚線

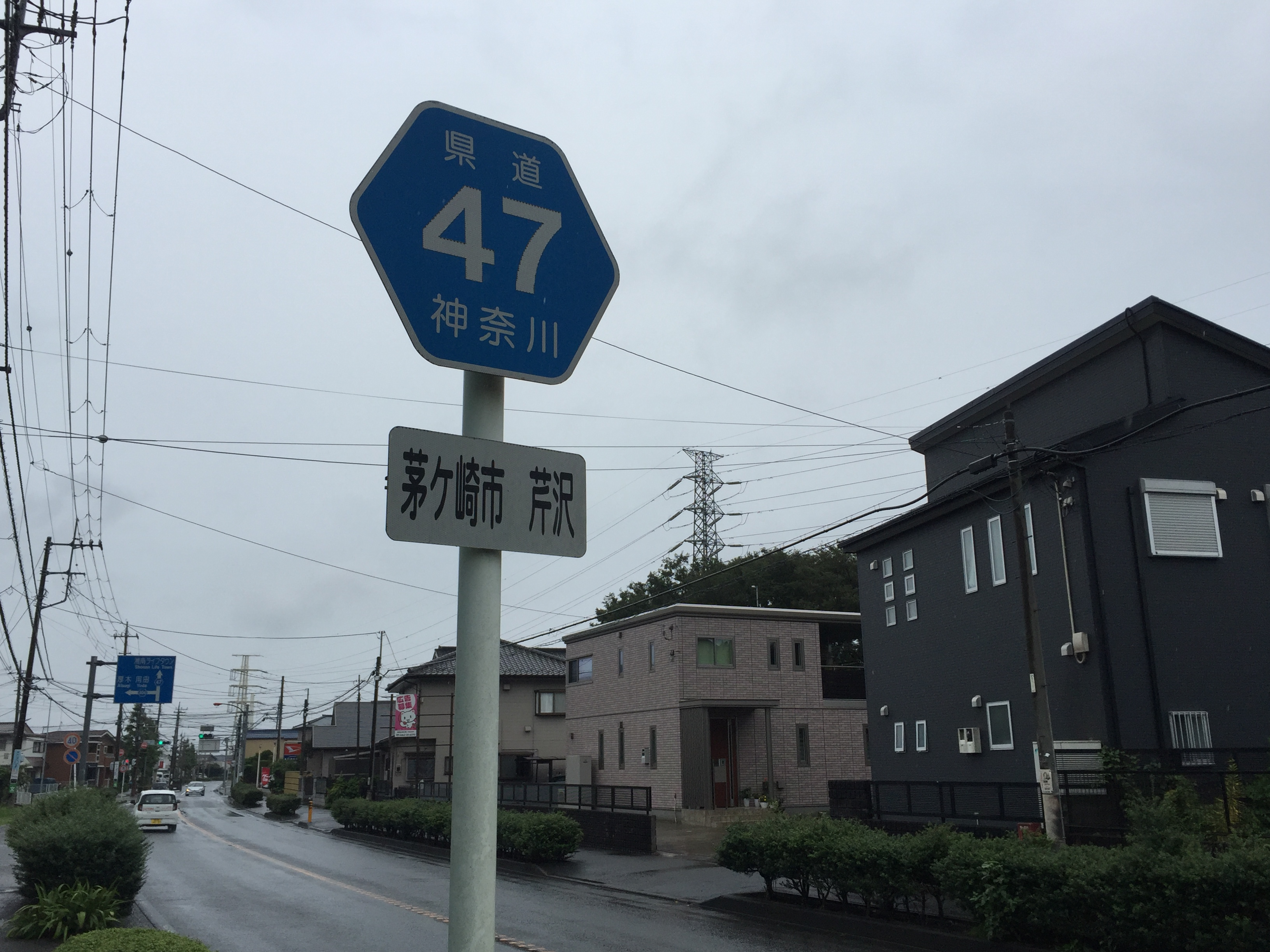
県道番号標示（茅ヶ崎市芹沢）

神奈川県道47号藤沢平塚線（かながわけんどう47ごう ふじさわひらつかせん）は、神奈川県藤沢市から平塚市に至る県道（主要地方道）である。茅ヶ崎市内では「小出中央通り」とも呼ばれる。
1994年4月認定。

## 概要
- 起点：藤沢市城南・羽鳥 信号交差点（名称なし、神奈川県道43号藤沢厚木線・神奈川県道44号伊勢原藤沢線）
- 終点：平塚市田村 田村十字路交差点（国道129号・神奈川県道44号伊勢原藤沢線）
- 全長：10.9 km

## 路線状況

### 重複区間
- 信号交差点（城南・羽鳥） - 舟地蔵交差点（神奈川県道43号藤沢厚木線）
- 大辻交差点 - 小出交差点（神奈川県道404号遠藤茅ヶ崎線）
- 岡田交差点 - 中瀬交差点 - 景観寺前交差点（神奈川県道45号丸子中山茅ヶ崎線）
- 景観寺前交差点 - 一之宮小学校入口交差点（神奈川県道44号伊勢原藤沢線）

### 旧道
- 神奈川県高座郡寒川町
  - 中瀬交差点（二重経路区間開始）
  - 景観寺前交差点（神奈川県道44号伊勢原藤沢線・神奈川県道45号丸子中山茅ヶ崎線）
  - 一之宮小学校入口交差点（神奈川県道46号相模原茅ヶ崎線）
  - 河原橋（目久尻川）
  - 神川橋東交差点（二重経路区間終了）

### 道路施設
- 一ツ橋（小出川、茅ケ崎市下寺尾 - 高座郡寒川町岡田）
- 寒川跨道橋（神奈川県道46号相模原茅ヶ崎線、高座郡寒川町一之宮）
- 鷹匠橋（目久尻川）
- 神川橋（相模川、高座郡寒川町一之宮 - 平塚市田村）

## 地理

### 通過する自治体
- 神奈川県
  - 藤沢市 - 茅ヶ崎市 - 高座郡寒川町 - 平塚市

### 交差する道路・鉄道路線
- 神奈川県藤沢市
  - 信号交差点（城南・羽鳥）（神奈川県道43号藤沢厚木線・神奈川県道44号伊勢原藤沢線）
  - 舟地蔵交差点（神奈川県道43号藤沢厚木線）
- 神奈川県茅ヶ崎市
  - 大辻交差点（神奈川県道404号遠藤茅ヶ崎線）
  - 小出交差点（神奈川県道404号遠藤茅ヶ崎線）
- 神奈川県高座郡寒川町
  - 岡田交差点（神奈川県道45号丸子中山茅ヶ崎線）
  - 相模線
  - 中瀬交差点（二重経路区間開始）
  - 神川橋東交差点（二重経路区間終了）
- 神奈川県平塚市
  - 田村十字路交差点（国道129号・神奈川県道44号伊勢原藤沢線）